# 양주시의 국회의원

## 행정구역 변천
- 1945년 8월 15일 경기도 양주군
- 1946년 2월 5일 파주군 남면 편입
- 1963년 1월 1일 이담면이 동두천읍으로 승격, 양주군 의정부읍에 의정부시 설치, 노해면이 서울특별시 성북구에, 구리면 상봉리·중화리·묵동리·신내리·망우리가 서울특별시 동대문구에 편입, 가평군 외서면 일부를 편입하여 수동면 신설
- 1980년 4월 1일 양주군 구리읍·미금읍·진접면·진건면·수동면·화도면·와부면·별내면 일부(청학리·용암리·덕송리·광전리·퇴계원리·화접리)에 남양주군 설치, 양주군 별내면 고산리·산곡리 의정부시에 편입
- 1981년 7월 1일 양주군 동두천읍에 동두천시 설치
- 2000년 10월 1일 주내면이 양주읍으로 승격
- 2003년 10월 19일 양주군이 양주시로 승격(회천읍·양주읍 폐지)

## 양주시의 역대 국회의원 일람
| 대수         | 이름           | 소속정당     | 임기                               | 선거구역 |
| ------------ | -------------- | ------------ | ---------------------------------- | --- |
| 제1대        | 김덕열(金德烈) | 무소속       | 1948년 5월 31일 - 1950년 5월 30일  | 양주군 갑: 의정부읍 주내면 회천면 이담면 은현면 광적면 백석면 장흥면 별내면 남면                                 |
| 제1대        | 이진수(李鎭洙) | 무소속       | 1948년 5월 31일 - 1950년 5월 30일  | 양주군 을: 화도면 와부면 미금면 구리면 노해면 진건면 진접면                                                      |
| 제2대        | 조시원(趙時元) | 사회당       | 1950년 5월 31일 - 1954년 5월 30일  | 양주군 갑: 의정부읍 주내면 회천면 이담면 은현면 광적면 백석면 장흥면 별내면 남면                                 |
| 제2대        | 이진수(李鎭洙) | 민주국민당   | 1950년 5월 31일 - 1954년 5월 30일  | 양주군 을: 진접면 진건면 화도면 와부면 미금면 구리면 노해면                                                      |
| 제3대        | 김종규(金宗奎) | 자유당       | 1954년 5월 31일 - 1958년 5월 30일  | 양주군 갑: 의정부읍 주내면 회천면 이담면 은현면 광적면 백석면 장흥면 별내면 남면                                 |
| 제3대        | 강승구(姜昇求) | 무소속       | 1954년 5월 31일 - 1958년 5월 30일  | 양주군 을: 진접면 진건면 화도면 와부면 미금면 구리면 노해면                                                      |
| 제4대        | 강영훈(姜永薰) | 민주당       | 1958년 5월 31일 - 1960년 7월 28일  | 양주군 갑: 의정부읍 주내면 회천면 이담면 은현면 광적면 백석면 장흥면 남면                                        |
| 제4대        | 강성태(姜聲邰) | 자유당       | 1958년 5월 31일 - 1960년 7월 2일   | 양주군 을: 별내면 진접면 진건면 화도면 와부면 미금면 구리면 노해면                                               |
| 제5대 민의원 | 강영훈(姜永薰) | 민주당       | 1960년 7월 29일 - 1960년 8월 15일  | 양주군 갑: 의정부읍 주내면 회천면 이담면 은현면 광적면 백석면 장흥면 남면                                        |
| 제5대 민의원 | 조윤형(趙尹衡) | 민주당       | 1960년 10월 11일 - 1961년 5월 16일 | 양주군 갑: 의정부읍 주내면 회천면 이담면 은현면 광적면 백석면 장흥면 남면                                        |
| 제5대 민의원 | 강승구(姜昇求) | 민주당       | 1960년 7월 29일 - 1961년 5월 16일  | 양주군 을: 별내면 진접면 진건면 화도면 와부면 미금면 구리면 노해면                                               |
| 제6대        | 강승구(姜昇求) | 민정당       | 1963년 12월 17일 - 1967년 6월 30일 | 의정부시·양주군 일원                                                                                             |
| 제7대        | 이진용(李珍鎔) | 민주공화당   | 1967년 7월 1일 - 1971년 6월 30일   | 의정부시·양주군 일원(제4선거구)                                                                                  |
| 제8대        | 이윤학(李允學) | 민주공화당   | 1971년 7월 1일 - 1972년 10월 27일  | 의정부시·양주군 일원                                                                                             |
| 제9대        | 박명근(朴命根) | 민주공화당   | 1973년 3월 12일 - 1979년 3월 11일  | 의정부시·양주군·파주군 일원                                                                                      |
| 제9대        | 이진용(李珍鎔) | 무소속       | 1973년 3월 12일 - 1979년 3월 11일  | 의정부시·양주군·파주군 일원                                                                                      |
| 제10대       | 박명근(朴命根) | 민주공화당   | 1979년 3월 12일 - 1980년 10월 27일 | 의정부시·양주군·파주군 일원                                                                                      |
| 제10대       | 김형광(金炯光) | 신민당       | 1979년 3월 12일 - 1980년 10월 27일 | 의정부시·양주군·파주군 일원                                                                                      |
| 제11대       | 홍우준(洪禹俊) | 민주정의당   | 1981년 4월 11일 - 1985년 4월 10일  | 의정부시·양주군 일원(제5선거구)                                                                                  |
| 제11대       | 김문원(金文元) | 민주한국당   | 1981년 4월 11일 - 1985년 4월 10일  | 의정부시·양주군 일원(제5선거구)                                                                                  |
| 제12대       | 김형광(金炯光) | 신한민주당   | 1985년 4월 11일 - 1988년 5월 29일  | 의정부시·동두천시·양주군 일원(제3선거구)                                                                         |
| 제12대       | 홍우준(洪禹俊) | 민주정의당   | 1985년 4월 11일 - 1988년 5월 29일  | 의정부시·동두천시·양주군 일원(제3선거구)                                                                         |
| 제13대       | 이덕호(李德浩) | 민주정의당   | 1988년 5월 30일 - 1992년 5월 29일  | 동두천시·양주군 일원                                                                                             |
| 제14대       | 임사빈(任仕彬) | 민주자유당   | 1992년 5월 30일 - 1995년 6월 10일  | 동두천시·양주군 일원                                                                                             |
| 제15대       | 목요상(睦堯相) | 신한국당     | 1996년 5월 30일 - 2000년 5월 29일  | 동두천시·양주군 일원                                                                                             |
| 제16대       | 목요상(睦堯相) | 한나라당     | 2000년 5월 30일 - 2004년 5월 29일  | 동두천시·양주군 일원                                                                                             |
| 제17대       | 정성호(鄭成湖) | 열린우리당   | 2004년 5월 30일 - 2008년 5월 29일  | 양주시·동두천시 일원                                                                                             |
| 제18대       | 김성수(金性洙) | 한나라당     | 2008년 5월 30일 - 2012년 5월 29일  | 양주시·동두천시 일원                                                                                             |
| 제19대       | 정성호(鄭成湖) | 민주통합당   | 2012년 5월 30일 - 2016년 5월 29일  | 양주시·동두천시 일원                                                                                             |
| 제20대       | 정성호(鄭成湖) | 더불어민주당 | 2016년 5월 30일 - 2020년 5월 29일  | 양주시 일원 |
| 제21대       | 정성호(鄭成湖) | 더불어민주당 | 2020년 5월 30일 - 2024년 5월 29일  | 양주시 일원 |
| 제22대       | 정성호(鄭成湖) | 더불어민주당 | 2024년 5월 30일 - 현재             | 양주시·동두천시·연천군 갑: 백석읍, 광적면, 장흥면, 양주1동, 양주2동, 회천1동, 회천2동, 회천3동, 옥정1동, 옥정2동 |
| 제22대       | 김성원(金成願) | 국민의힘     | 2024년 5월 30일 - 현재             | 양주시·동두천시·연천군 을: 은현면, 남면, 동두천시 일원, 연천군 일원                                              |

## 같이 보기
- 동두천시·양주군
- 양주시·동두천시
- 양주시 (선거구)
- 동두천시·양주시·연천군 갑
- 동두천시·양주시·연천군 을
- 파주시의 국회의원
- 의정부시의 국회의원
- 서울 노원구의 국회의원
- 서울 도봉구의 국회의원
- 서울 중랑구의 국회의원
- 서울 강북구의 국회의원
- 서울 성북구의 국회의원
- 서울 동대문구의 국회의원
- 가평군의 국회의원
- 연천군의 국회의원
- 남양주시의 국회의원
- 동두천시의 국회의원